# Prieuré Saint-Jean-de-Taravon
Le prieuré Saint-Jean-de-Taravon est un prieuré situé à Volonne, en France.

## Localisation
Le prieuré est situé sur la commune de Volonne, dans le département français des Alpes-de-Haute-Provence.

## Historique
L'édifice est inscrit au titre des monuments historiques en 1992.